# Александар Братић
Александар Братић (Требиње, 4. април 1972) бивши је српски и босанскохерцеговачки фудбалер.

## Клупска каријера
Братић је рођен 4. априла 1972. у Требињу, тада СФР Југославија. Фудбалску каријеру је почео у требињском Леотару. У то време клуб је наступао у Другој лиги Југославије између 1988. и 1992. године. Због почетка рата на територији некадашње Југославије, Братић се преселио у Србију и придружио се Хајдуку из Београда. Током деведесетих година је играо за још неколико клубова у Србији, а то су Рад, ОФК Београд и некадашњи европски првак Црвена звезда из Београда. Са Звездом је успео да освоји Куп СР Југославије у сезони 1996/97. Напустио је Југославију у јануару 2000. године и прешао у грчки Ираклис. У лето 2000. преселио се у Швајцарску и придружио се клубу Сервет. За Сервет је играо у два наврата током каријере. Освојио је Куп Швајцарске 2001. године. Играо је за Гран Ланси у швајцарском четвртом рангу такмичења сезоне 2009/10, а потом је завршио играчку каријеру.

## Репрезентација
Играо је за младу репрезентацију Југославије до 18 година. За сениорску репрезентацију Босне и Херцеговине, одиграо је један меч.

## Приватно
Братић је ожењен, има сина по имену Виктор, који игра у млађим категоријама Сервета.

## Трофеји
Црвена звезда
- Куп СР Југославије: 1996/97.

Сервет
- Куп Швајцарске: 2001.